# Submarino SM U-1
El SM U-1 fue el primer sumergible producido en el Imperio Alemán para su Kaiserliche Marine, siendo el único ejemplar del tipo. Construido en los astilleros Germaniawerft de Kiel y dado de alta el 14 de diciembre de 1906. El SM U-1 estaba basado en un diseño del ingeniero de origen español contratado por los astilleros Raimundo Lorenzo de Equevilley Montjustín para un submarino costero. Era una versión mejorada de los sumergibles, también construidos en los mismos astilleros, el prototipo Forelle y más aún los Clase Karp que fueron encargados y vendidos a Rusia durante la Guerra ruso-japonesa en 1904. Esta nave supuso el primer paso de la creación de la flota de submarinos alemana y, aunque pronto fue superada por modelos mejorados, es considerada la precursora de todos ellos.

## Historia y desarrollo
El diseño de este tipo de sumergible se debe en gran parte al ingeniero naval de origen español Raimundo Lorenzo de Equevilley Montjustin. Este poco conocido y valorado pionero participó en los primeros intentos para conseguir convertir los submarinos en armas efectivas. En un principio se asoció a un pionero francés, el ingeniero naval Máxime Laubeuf, durante el diseño y la construcción de su sumergible con propulsión vapor-eléctrica Narval para la Marine Nationale francesa y que tanto atrajo la atención mundial en 1899.
Aprovechando la favorable situación, Equevilley trató de probar suerte en solitario presentando sus propios diseños al Ministerio de Marina francés en 1901, pero estos fueron rechazados. Al año siguiente Equevilley presentó sus conceptos al consorcio industrial alemán Krupp y esta vez la suerte le sonrió. La firma alemana autorizó la construcción de un submarino experimental de unas 15 t diseñado por Equevilley y firmó un contrato con el ingeniero español. Los trabajos empezaron ese mismo año en los astilleros Germaniawerft , recién adquiridos por la empresa Krupp. El 18 de junio de 1903 se terminaron los trabajos y hasta el 6 de diciembre se desarrollarían las intensas pruebas a las que fue sometido. Dirigidas conjuntamente por Equevilley y el ingeniero naval jefe de la empresa, Her Kritzler, que resultaron un éxito. Durante ese periodo recibió el nombre definitivo, Forelle (trucha), y sus evoluciones fueron observadas por el mismo Kaiser Guillermo II.
El Forelle causó a los rusos en marzo de 1904 en unas pruebas realizadas en Eckernförde muy buena impresión por sus cualidades marineras y de resultas de ello fue adquirido y se encargaron una serie de tres sumergibles más.
Estas nuevas naves estaban propulsadas por motores de 400 cv y dos hélices de paso variable con un desplazamiento de 205 t. La que posteriormente sería conocida como la Clase Karp, y constituida por los sumergibles Karp, Karas y Kambala, tenían doble casco y su propulsión en superficie corría a cargo de un motor de queroseno Körting Hannover AG. Equevilley y su equipo reconocieron el «talón de Aquiles» de los diseños de John Philip Holland, sus motores de gasolina. Las emanaciones de gases volátiles en el interior de la nave costaron la vida a muchos submarinistas de diversas marinas.
Poco después de la orden de construcción de la clase Karp, el Marineministerium se apresuró a ordenar un barco similar, y el 4 de abril de 1904 se encargó la construcción del U-1 apenas un mes después del inicio de las obras de construcción de las tres unidades rusas.

## Diseño
El diseño era del tipo doble casco, es decir, en lugar de tanques de lastre externos, tenía un casco de presión interno, siguiendo la tendencia de otras armadas. En general, fue mejorado en comparación a los anteriores sumergibles exportados. Por ejemplo, el U-1 tenía tanques de trimado, mientras que en el diseño de los adquiridos por los rusos, el trimado se ajustaba moviendo pesos dentro del submarino. Otras mejoras incluían una proa rediseñada para mejorar su capacidad de navegación en alta mar, un mayor diámetro (10 cm) del casco de presión, que fue mejorado para evitar fugas de combustible de los tanques externos, un reordenamiento de los equipos internos y una quilla de lastre reforzada. El casco externo presentaba la misma forma que el Karp, una cubierta del casco externa plana y una proa triangular elevada. La cubierta contaba con dos escotillas, una delante de la torre de mando y otra inmediatamente detrás de ella. Dos respiraderos altos y prominentes estaban ubicados a proa y a popa del casco. Junto al de proa había un mástil que sostenía luces de navegación lo suficientemente altas como para ser vistas en un estado de mar agitado.
También tenía un castillo de proa rediseñado que mejoró su capacidad de navegación. La torre de mando comprendía una base que rompía las olas delante de la parte de presión emergente, luego una protuberancia que contenía los periscopios y un extremo de cola redondeado. Había una plataforma detrás suficientemente grande como para que cinco hombres estuvieran de pie alrededor del timonel y su rueda timonera y, se fijó una barrera de lona para una mejor protección contra las salpicaduras de agua.
La Kaiserliche Marine evitó el uso de motores de gasolina en sus sumergibles debido al conocido riesgo de incendios, explosiones y emanaciones tóxicas que habían causado muchos accidentes en los primeros modelos. El U-1 utilizaba los mucho más seguros motores de parafina-queroseno Körting Hannover AG de seis cilindros y dos tiempos. Los motores Körting (inicialmente motores de parafina y más tarde diésel) se utilizaron ampliamente en los primeros submarinos alemanes. El motor para submarinos de seis cilindros y dos tiempos fue revisado en la revista The Engineer de agosto de 1906; mientras que normalmente los motores de queroseno se encendían con gasolina, los motores del U-1 evitaron incluso esto y en su lugar emplearon calentadores de escape para los carburadores y precalentamiento eléctrico de cilindros y vaporizadores; esto permitía que el motor se encendiera después de cinco minutos. El motor tenía una potencia de 200 hp a 500 rpm y se instalaron dos por submarino.

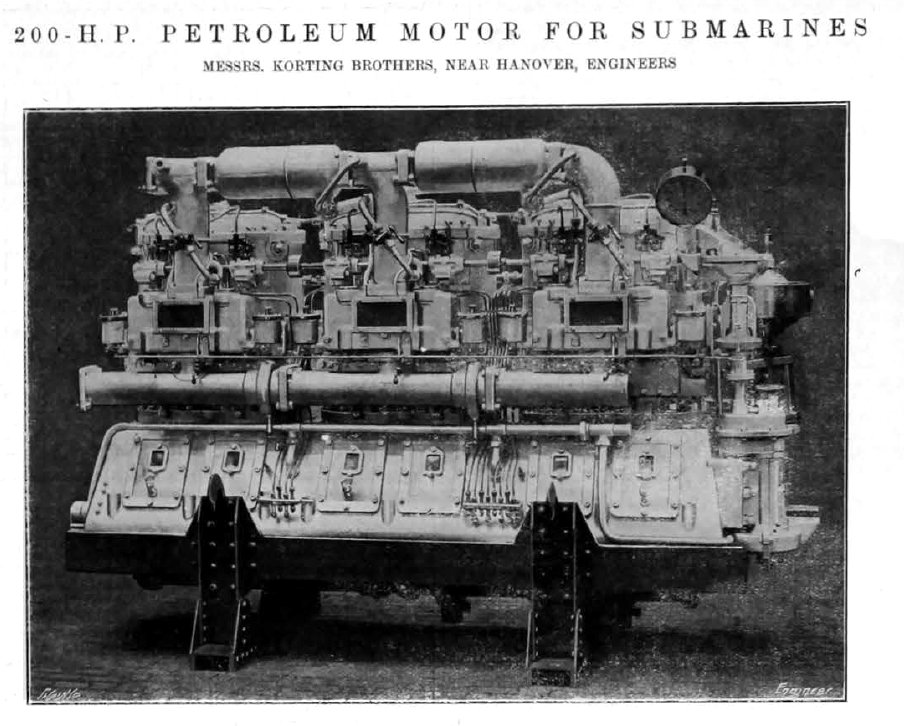
Motor para submarino Körting, The Engineer, 3 de agosto de 1906

Para su propulsión en inmersión, contaba con dos motores eléctricos fabricados por la firma Deutsche Elektrizitäts-Werke Garbe-Lahmeyer & Co de Aquisgrán que combinaba un motor y un generador, además de baterías, capaces de entregar 300 kW. (frente a motores de queroseno de dos ejes, dos motores eléctricos de 400/200 hp, 10/8,5 nudos en superficie/sumergido y una autonomía de 2315 km a velocidad mínima). Curiosamente, tanto los motores de superficie como los eléctricos daban las mismas 500 revoluciones (nominales). Las hélices de pitch variable medían 1,30 m. Se da el caso de que fue el primer motor eléctrico de propulsión principal de un submarino desarrollado y fabricado en Alemania. 
Los motores Körting no podían funcionar en marcha inversa (atrás) y tampoco a toda velocidad, ya que sus rpm no podían modificarse en cualquier medida útil, y como consecuencia el U-1 estaba equipado con hélices de paso ajustable para permitir controlar su velocidad. Estas hélices fueron abandonadas en diseños posteriores a causa de su poca eficiencia, una vez que la propulsión de queroseno-eléctrica fue abandonada por la diésel-eléctrica, que se empezó a instalar a partir de la clase tipo SM U-19 en 1913.

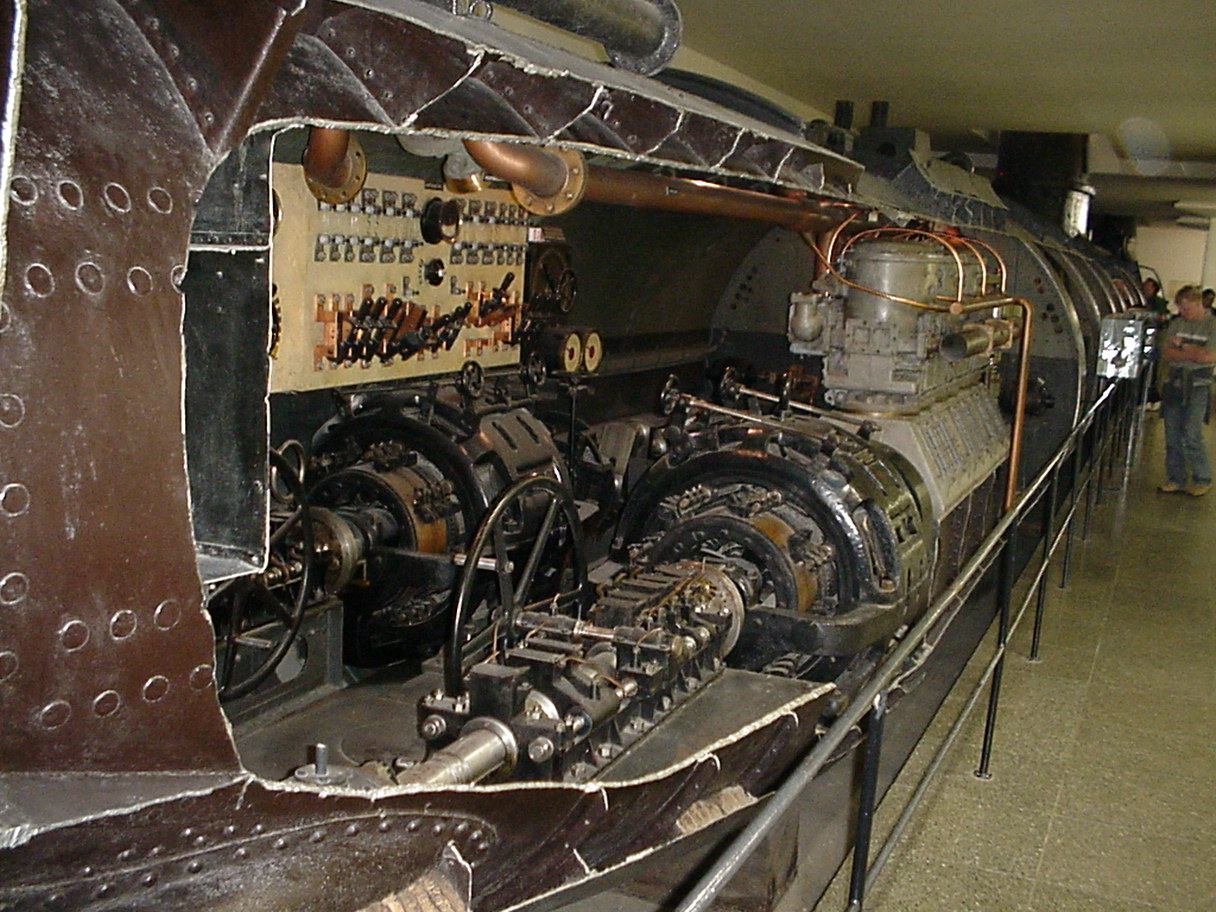
Vista de los motores eléctricos y queroseno del SM U-1. Deutsches Museum, Múnich

La construcción del SM U-1 comenzó en el otoño de 1904. El barco inició sus pruebas de mar en agosto de 1906, un año después de lo planeado originalmente. Después de sufrir daños causados por una colisión en un ejercicio de entrenamiento en 1919, fue vendido en 1921 a la Fundación Germaniawerft, y se encuentra en el Deutsches Museum en Múnich, donde fue restaurado y expuesto en sección hasta el día de hoy.